# Kárystos
Kárystos är en kommunhuvudort i Grekland.   Den ligger i prefekturen Nomós Evvoías och regionen Grekiska fastlandet, i den sydöstra delen av landet, 60 km öster om huvudstaden Aten. Kárystos ligger 7 meter över havet och antalet invånare är 5 091. Den ligger på ön Euboia.
Terrängen runt Kárystos är kuperad norrut, men söderut är den platt. Havet är nära Kárystos söderut. Kárystos är det största samhället i trakten. 